# Feu et Sang
Feu et Sang (titre original : Fire & Blood) est un roman de fantasy écrit par George R. R. Martin et publié en deux parties. La première partie, publiée le 20 novembre 2018 aux États-Unis et le lendemain en France, a été elle-même divisée en deux parties pour sa version française, et l'ensemble amputé des 75 illustrations en noir et blanc réalisées par Doug Wheatley (en) pour la version originale. Une version française en un seul volume et intégrant les illustrations est parue le 20 novembre 2019, la version poche de ce même volume paraît le 5 mai 2021 aux éditions J'ai lu.

## Résumé
Le livre est composé de chroniques historiques écrites par des mestres qui retracent les épisodes les plus marquants de la dynastie Targaryen depuis la conquête de Westeros par Aegon Ier. Certains récits composant le livre ont déjà été publiés antérieurement sous forme de nouvelles (La Princesse et la Reine, Le Prince vaurien et Les Fils du Dragon). La première partie de l'intégrale (tome 1 & 2) se termine avec le début du règne de Aegon III en passant par les règnes des prédécesseurs Aenys Ier et Maegor Ier le Cruel, la longue dynastie de Jaehaerys Ier et de la reine Alysanne, son épouse. Du successeur Viserys Ier ainsi que de la fameuse Danse des Dragons qui raconte le conflit entre deux héritiers s'opposant pour la couronne, la princesse Rhaenyra et Aegon II.

## Accueil
Feu et Sang est entré directement à la 1re place de la New York Times Best Seller list le 9 décembre 2018 et est resté 16 semaines dans ce classement, dont une à la 1re place.
En France, le livre est également un grand succès puisque 15 000 exemplaires sont écoulés moins d'un mois après sa parution.

## Adaptation
À la suite du succès de la série télévisée Game of Thrones, HBO a produit une adaptation partielle de ce roman, House of the Dragon.